# Bulbophyllum infundibuliforme
Bulbophyllum infundibuliforme är en orkidéart som beskrevs av Johannes Jacobus Smith. Bulbophyllum infundibuliforme ingår i släktet Bulbophyllum och familjen orkidéer.

## Underarter
Arten delas in i följande underarter:
- B. i. hymenobracteum
- B. i. infundibuliforme